# 광장로 (인천)
광장로(Gwangjang-ro)는 인천광역시 부평구 부평동에 있는 인천광역시도로, 총 연장은 387m이다. 도로의 이름이 유래된 것은 공공시설명인 부평역 광장을 이용하여 명명되었고, 특이 사항은 U자형 구조의 선형을 이룬다.

## 역사
- 2009년 10월 19일 : 도로명으로 광장로를 고시

## 주요 경유지
- 부평구
  - 부평동

## 접촉하는 도로
- 직결 : 부평대로
- 교차 : 경원대로, 시장로

## 주요 건물 및 시설
- 지하부평역 (광장로 지하 15/부평동 126-10)
- 부평민자역사 (광장로 16/부평동 738-21)
- 대아지하상가 (광장로 지하 30/부평동 126-10)
- 평화빌딩 (광장로 34/부평동 185-22)

## 철도 연계역
- ● 수도권 전철 1호선 : 부평역
- ● 인천 도시철도 1호선: 부평역